# Répcelak
Répcelak é uma cidade da Hungria, situada no condado de Vas. Tem 13,82 km² de área e sua população em 2019 foi estimada em 2.625 habitantes.